# Gurneyacris nigrofasciata
Gurneyacris nigrofasciata är en insektsart som beskrevs av Liebermann 1958. Gurneyacris nigrofasciata ingår i släktet Gurneyacris och familjen Romaleidae. Inga underarter finns listade i Catalogue of Life.